# Železniční trať Velgast–Prerow
Železniční trať Velgast – Prerow, z které je v současnosti v provozu pouze úsek z Velgastu do Barthu, je lokální jednokolejná trať v německé spolkové zemi Meklenbursko-Přední Pomořansko. Nachází se celá na území zemského okresu Přední Pomořansko-Rujána na severu země. Má také německý název Darßbahn (tj. Darsská dráha), který se používá zejména pro její dnes nefunkční severní úsek a odkazuje k části Darß poloostrova Fischland-Darß-Zingst.
Na svém jižním konci začíná ve Velgastu, kde je připojena na hlavní železniční trať Rostock - Stralsund. Odtud vede zhruba na severoseverozápad do asi deset kilometrů vzdáleného Barthu, kde v současnosti vlaky končí. Část trati do Prerowa je dnes již bez kolejí, jež byly sneseny za účelem reparací po druhé světové válce.